# Брєйдаблік (жіночий футбольний клуб)
«Брє́йдаблік» (ісл. Breiðablik) — ісландська жіноча футбольна команда з Коупавогюра, невеликого міста, що розташоване на південь від столиці Ісландії Рейк'явіка. Команда входить до структури мультиспортивного клубу «Breiðablik UBK».

## Досягнення
Чемпіонат Ісландії
- Чемпіон (19): 1977, 1979, 1980, 1981, 1982, 1983, 1990, 1991, 1992, 1994, 1995, 1996, 2000, 2001, 2005, 2015, 2018, 2020, 2024

Перший дивізіон
- Переможець (1): 1988

Кубок Ісландії
- Володар кубка (13): 1981, 1982, 1983, 1994, 1996, 1997, 1998, 2000, 2005, 2013, 2016, 2018, 2021

Кубок ісландської ліги
- Володар кубка (7): 1996, 1997, 1998, 2001, 2006, 2012, 2019